# Quentin Blake
Sir Quentin Saxby Blake (Sidcup, 16 december 1932) is een Brits cartoonist, illustrator en auteur.

## Loopbaan
Quentin Blake debuteerde in 1968. Hij is voornamelijk bekend van zijn tekeningen in de kinderboeken van Roald Dahl, waaronder De GVR en de De heksen. Het eerste kinderboek van Dahl dat Blake illustreerde was De reuzenkrokodil. Andere boeken die Dahl al eerder had geschreven (zoals Sjakie en de chocoladefabriek) zijn in latere uitgaven door Blake opnieuw van tekeningen voorzien.  Alles bij elkaar illustreerde Blake meer dan 300 jeugdboeken, waaronder het debuutboek van David Walliams, The Boy in the Dress. Daarnaast heeft hij ook zelf meer dan 30 boeken geschreven.
Blake werd benoemd tot Commandeur in de Orde van het Britse Rijk. Daarnaast is hij patroon van een aantal plaatselijke verenigingen, zoals de Blake Society, het Downing College en de Campaign for Drawing. 
- Bibsys: 90545185
- Biblioteca Nacional de España: XX1106248
- Bibliothèque nationale de France: cb118921996 (data)
- Catàleg d'autoritats de noms i títols de Catalunya: 981058518810206706
- CiNii: DA0099499X
- Digitale Bibliotheek voor de Nederlandse Letteren: blak004
- Gemeinsame Normdatei: 118176528
- International Standard Name Identifier: 0000 0001 2103 7484
- Library of Congress Control Number: n79007507
- Nationale Bibliotheek van Letland: 000016065
- MusicBrainz: 045efcac-d186-45fc-b0f5-2c01fc50ab61
- Bibliotheek van het Japanse parlement: 00433452
- Nationale Bibliotheek van Tsjechië: xx0008285
- Nationale bibliotheek van Australië: 35997214
- Nationale Bibliotheek van Israël: 987007258602305171
- Nationale en Universitaire bibliotheek Zagreb: 000167252
- Nederlandse Thesaurus van Auteursnamen: 074501402
- RKD-Nederlands Instituut voor Kunstgeschiedenis: 8821
- Istituto Centrale per il Catalogo Unico: CFIV101684
- LIBRIS: 178704
- SNAC: w69325h6
- Système universitaire de documentation: 026730596
- Trove: 1178163
- Union List of Artist Names: 500026024
- Virtual International Authority File: 108680806
- WorldCat: E39PBJvmQFhDwKgxYc47Gh9FKd